# Périgny (Calvados)
Périgny – miejscowość i gmina we Francji, w regionie Normandia, w departamencie Calvados.
Według danych na rok 1990 gminę zamieszkiwały 53 osoby, a gęstość zaludnienia wynosiła 20 osób/km² (wśród 1815 gmin Dolnej Normandii Périgny plasuje się na 832. miejscu pod względem liczby ludności, natomiast pod względem powierzchni na miejscu 1062.).